# Hip-hop tuga
Le hip-hop tuga, également appelé hip-hop portugais ou rap tuga, est une variété de hip-hop ayant émergé au Portugal, mélangée à la musique africaine. Au début du mouvement il était principalement interprété par des afro-portugais, descendants d'immigrants africains vers le Portugal après l'indépendance des colonies africaines.

## Histoire

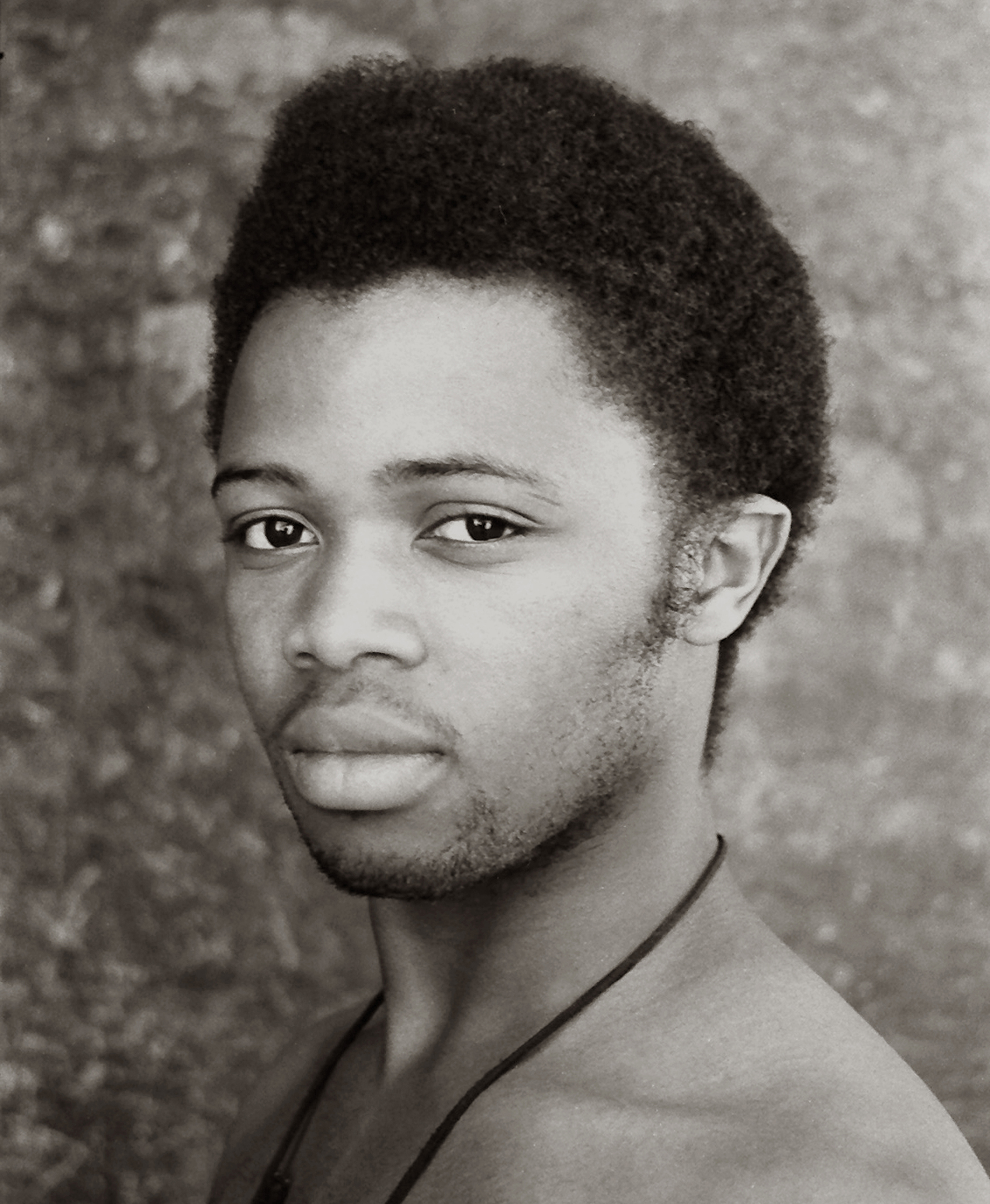
General D, le « grand-père » du hip-hop tuga.

Le hip-hop est lancé au Portugal dans les années 1980. Il envahit d'abord les ghettos mais s'étend rapidement. Sorti du cinéma américain, il s'infiltre dans les banlieues de Lisbonne et de Porto. Les lieux tels de Chelas, Amadora, Cacém et la péninsule de Setúbal sont considérés comme les berceaux de ce mouvement,. Des États-Unis, le hip-hop apporte la mode du streetwear, adoptée au Portugal par les plus jeunes et les quatre mouvements : MC, DJ, breakdance et graffiti. C'est avec l'album Rapública dos Black Company, lancé en 1994 que le hip-hop s'impose au Portugal. Le refrain Não sabe nadar, yo (Ne sait pas nager, yo) était facilement dans les têtes. Le Président de la République d'alors, Mário Soares, l'utilisa même dans un de ses discours à propos des gravures de la vallée de Côa (As gravuras não sabem nadar, yo! – les gravures ne savent pas nager, yo !),,.
Malgré le Boom Festival (festival ayant lieu tous les deux ans en août au Portugal), le hip-hop perd en popularité, dans la population jeune qui perd alors le rythme avec l'étranger, bien qu'aux alentours de la capitale il reste vivant. Commencent alors à sortir des albums marginaux, alternatifs et sans préoccupation commerciale.
En 1995, General D est le premier artiste solo à signer un contrat avec un improtant label discographique, EMI,.
Comme le dit lors d'une interview Sam the Kid, une des célébrités du hip-hop tuga, « les gens, quand ils commencent à faire de la musique ne pensent pas à faire des affaires, ils pensent seulement à créer ».
Après vingt ans d'existence du mouvement, de grands albums sortent dans de grandes maisons de disques, rendant ainsi l'utile à l'agréable. Cette fusion entre le rap et des styles musicaux variés cible un public assez sélectif : les jeunes. Le rap portugais a su s'exporter à l'étranger notamment dans les pays ou réside une forte communauté portugaise comme en France, au Luxembourg, en Suisse où des artistes donnent des concerts.

## Groupes
Ce mouvement est mis en avant par Boss AC, Da Weasel et Mind da Gap, Black Company, pionniers du Rap portugais. Parmi les autres groupes on peut citer : Chullage, General D, Sam the Kid, Dealema, Expensive Soul, Valete, Halloween, Xeg, Capicua, M7, Lancelot, Orelha Negra, NBC, Regula, Jotta R, Jimmy P, et Madkutz.